# أحمد خلفان
أحمد خلفان (مواليد 2 أبريل 1991) هو لاعب كرة قدم قطري يلعب كلاعب وسط.

## مسيرة اللاعب
لعب سابقاً في النادي العربي ونادي الخريطيات .

## روابط خارجية
- أحمد خلفان على موقع قاعدة بيانات كرة القدم.إي يو (الإنجليزية)
- أحمد خلفان على موقع Soccerway.com (الإنجليزية)